# Benito Juárez
Benito Pablo Juárez García (ur. 21 marca 1806 w San Pablo Guelatao, zm. 18 lipca 1872 w Meksyku) – meksykański polityk, uznawany za bohatera narodowego, prezydent Meksyku.
Benito Juárez jest pamiętany jako przywódca meksykański, reformator i demokrata. Był zwolennikiem równych praw dla Indian, zmniejszenia wpływów Kościoła, obrońcą niepodległości Meksyku i bohaterem narodowym. Okres jego rządów jest znany jako „wielka reforma” (La Reforma) obejmująca likwidację majątku kościelnego, poddanie armii kontroli cywilnej, likwidację komun chłopskich i wprowadzenie w życie konstytucji federalistycznej. Był to okres triumfu Meksyku liberalnego, federalistycznego, antyklerykalnego, prokapitalistycznego nad Meksykiem konserwatywnym, centralistycznym i korporacyjnym.

## Życiorys

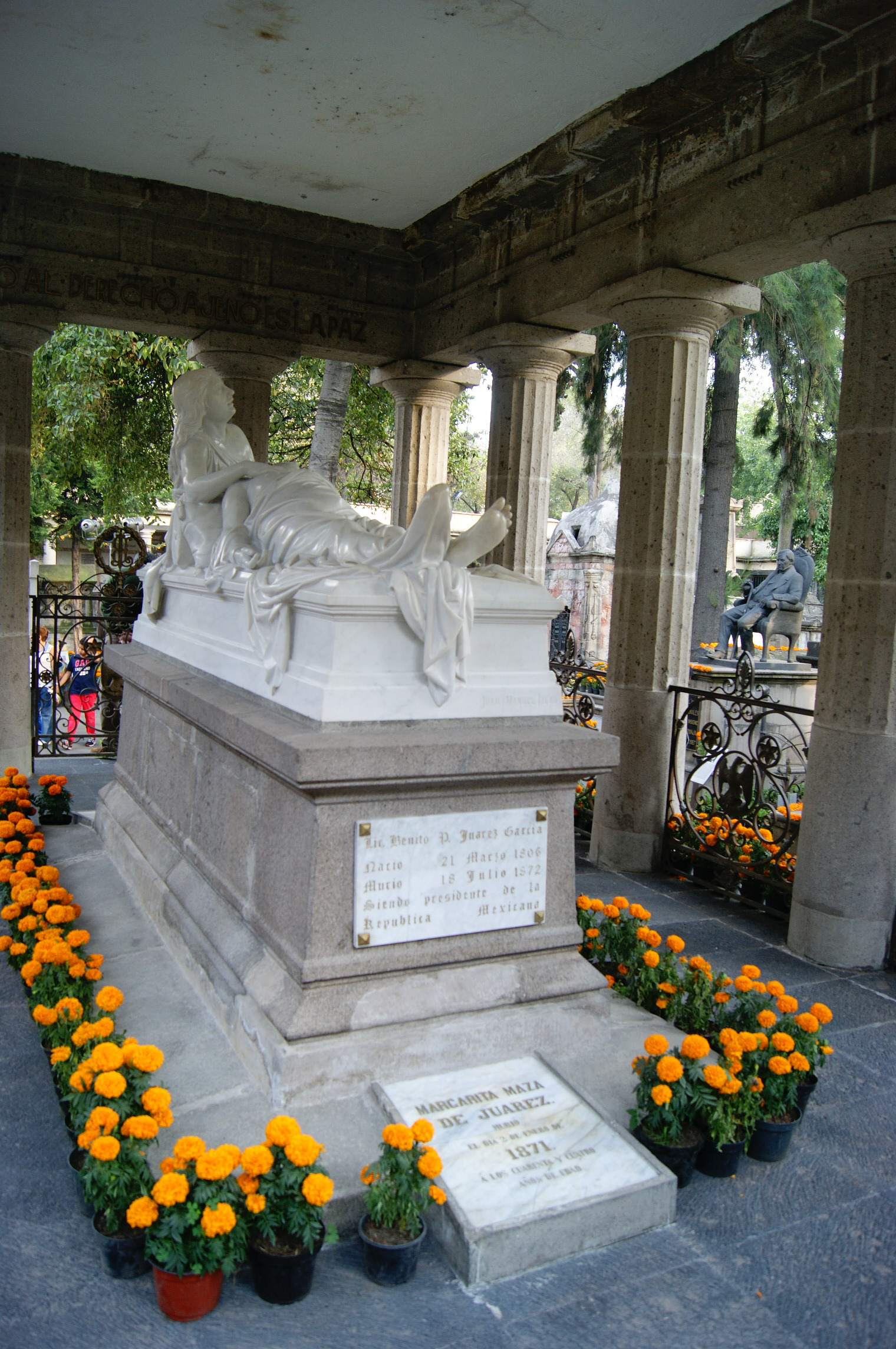
Nagrobek Benito Juáreza i jego żony Margarity Maza de Juárez

Benito Pablo Juárez García urodził się w wiosce San Pablo Guelatao w stanie Oaxaca. Jego rodzice byli indiańskimi chłopami z ludu Zapoteków i zmarli, gdy Benito miał cztery lata. Pracował przy zbiorach kukurydzy oraz jako pasterz do czasu, gdy ukończył 12 lat, wtedy bowiem 17 grudnia 1818 udał się do miasta Oaxaca w celu zdobycia edukacji i szansy na lepsze życie. W tym czasie był analfabetą i nie znał hiszpańskiego, tylko język zapotecki.
Pracująca jako kucharka siostra pomogła mu znaleźć pracę służącego, a franciszkanin Antonio Salanueva pomógł mu w dostaniu się do seminarium w Oaxaca. Po ukończeniu seminarium w 1827 Benito rozpoczął studia prawnicze.
Adwokatem został w 1834, a sędzią w 1842. Był także gubernatorem stanu Oaxaca w latach 1847–1853. Zmuszony udać się na wygnanie z powodu sprzeciwu wobec rządów wojskowego dyktatora Santa Anny, dwa lata spędził w USA w Nowym Orleanie pracując w fabryce cygar. W 1854 brał udział w tworzeniu tzw. Planu z Ayutla, który miał się stać podstawą nowej liberalnej rewolucji w Meksyku. Od tego roku aktywnie przeciwstawiał się klerykalizmowi i konserwatyzmowi. W 1856 Juárez ogłosił doktrynę o wzajemnym poszanowaniu praw narodów i swobodzie samodzielnego i suwerennego wyboru ustroju społecznego.
W 1855 liberałom udało doprowadzić do dymisji Santa Anny. W 1857 ogłosili nową federalistyczną konstytucję i utworzyli rząd, w którym Juárez został przewodniczącym Sądu Najwyższego (prezydentem był wówczas Ignacio Comonfort). Jednak w grudniu 1857 konserwatyści pod dowództwem generała Felixa Zuloagi wszczęli bunt z poparciem wojska i kleru. Juárez został przez nich aresztowany, ale z niewoli uciekł, przewodząc zwolennikom reform najpierw w stanie Queretaro, a następnie w Veracruz. W 1859 podjął radykalną decyzję o konfiskacie majątków kościelnych. Liberałowie ponownie opanowali stolicę kraju w styczniu 1861, a w marcu Juárez został wybrany prezydentem na czteroletnią kadencję.
W tym okresie sytuacja kraju była jednak tragiczna. Bankructwo rządu i zniszczona wojną gospodarka zmusiły Juáreza do wstrzymania spłaty długów zagranicznych. Hiszpania, Francja i Anglia zareagowały na to zajęciem Veracruz w grudniu 1861. Hiszpania i Anglia wycofały się wkrótce z interwencji, jednak Napoleon III marzący o wielkim imperium postanowił opanować cały Meksyk. Długi miały stanowić pretekst do interwencji i ustanowienia marionetkowej monarchii z poparciem Francji. Meksykanie wygrali z Francuzami pierwszą bitwę pod Pueblą 5 maja 1862, jednak nie byli w stanie zatrzymać potężnej ekspedycji francuskiej. W 1863 zmusiło to Juáreza i jego rząd do odwrotu na pustynne tereny północnego Meksyku.
W 1864 zostało powołane do życia cesarstwo Meksyku z pochodzącym z rodu Habsburgów cesarzem Maksymilianem. Liberalny Maksymilian zaoferował Juárezowi amnestię i stanowisko premiera, ten jednak odmówił współpracy z najeźdźcami. Wkrótce w związku z rosnącym zagrożeniem ze strony Prus i możliwością interwencji USA francuskie siły okupacyjne zaczęły się wycofywać. W 1867 r. ostatnie siły cesarza Maksymiliana zostały pokonane, a on sam mimo protestów z zagranicy został skazany przez sąd wojskowy na śmierć. Juárez odmówił prawa łaski, a wyrok został wykonany przez rozstrzelanie.
Juárez został jeszcze dwukrotnie wybrany na urząd prezydenta w 1867 i w 1871, jednocześnie umacniał swoją popularność, ale z biegiem czasu jego rządy stawały się coraz bardziej autorytarne (co wyrażało się m.in. w oszustwach wyborczych czy prześladowaniu opozycji – w tym Porfirio Díaza – późniejszego dyktatora Meksyku).
Umarł w 1872 na atak serca podczas pracy w swoim gabinecie przy biurku w pałacu prezydenckim w mieście Meksyk. Jego następcą został dotychczasowy minister spraw zagranicznych Sebastián Lerdo de Tejada. W niestabilnej po śmierci Juáreza sytuacji do władzy doszły ponownie siły konserwatywne i autokratyczne.

## Upamiętnienie
Benito Mussolini otrzymał imię Benito na cześć Benito Juáreza.  Nadał mu je jego ojciec Alessandro, socjalista będący pod wrażeniem dokonań Juáreza.
Wizerunek Juáreza znajdował się na meksykańskich monetach obiegowych o nominale 50 peso bitych w latach 1984-1992. W 1972 roku z okazji setnej rocznicy jego śmierci Bank Meksyku wyemitował upamiętniającą go srebrną monetę kolekcjonerską o nominale 25 peso. Ponadto w 2006 roku z okazji dwusetnej rocznicy urodzin Juáreza wyemitowana została następna upamiętniająca go moneta kolekcjonerska, której nominał wynosił 100 peso.